# James O’Connor (Künstler)
James „Jim“ O’Connor (* 1945 in Dublin) ist ein irischer Künstler des Informel und der abstrakten Kunst.

## Leben und Wirken
O’Connor studierte von 1973 bis 1976 am National College of Art and Design (NCAD) in Dublin. Anschließend wirkte er von 1976 bis 1977 als Lehrer für Malerei am NCAD.
Seit 1977 lebt und arbeitet O’Connor in München, wo er auch an der Volkshochschule München tätig war. Seine Werke wurden sowohl in nationalen, aber auch internationalen Galerien ausgestellt. Seine Werke sind ferner im Sammlungsbesitz der Bank of Ireland, von Gordon Lambert, der Boyle Civic Collection in Roscommon, der MGM Media Group und der Stadtsparkasse München.

## Ausstellungen (Auswahl)
- 1977 Lad Lane Gallery, Dublin
- 1981 Tulfaris Gallery, Co. Wicklow/Irland
- 1979 Galerie von Braunbehrens, München
- 1985 Produzentengalerie, München
- 1989 Piccolo Palazzo D’Arte, Meran/Italien
- 1991 RHA Gallagher Gallery, Dublin/Irland
- 1992 B4A Gallery, New York City/USA
- 1994 Galerie A. O. Müller, Köln
- 1996 Galerie Médiart, Paris/Frankreich
- 1999 Galerie Epikur, Wuppertal
- 2000 Galerie Marquardt, München
- 2005 Taylor Galleries, Dublin
- 2008 Home From Home Galerie, München
- 2011 Taylor Galleries, Dublin

## Auszeichnungen
- 1982 Plakatpreis „Große Kunstausstellung“, Haus der Kunst, München